# José María Rodríguez-Acosta
José María Rodríguez-Acosta, né le 25 février 1878 à Grenade et mort le 19 mars 1941 dans la même ville, est un peintre espagnol.

## Biographie
Né le 25 février 1878 à Grenade, il étudie avec José Larroche à Grenade et avec Emilio Sala à Munich.
Il obtient la médaille de Première classe du concours de peinture à l'Exposition nationale des beaux-arts à deux reprises : en 1908 pour Gitanos del Sacro Monte et en 1912 pour l'ensemble de son œuvre.